# Korni
Korni was een Joegoslavische band uit de jaren 70.
In 1974 wonnen ze de Joegoslavische preselectie voor het Eurovisiesongfestival, Jugovizija, met het lied Moja generacija. De groep won en mocht zo voor Joegoslavië naar Brighton. Op het songfestival werden ze twaalfde.
De leden waren Zlatko Pejaković, Kornelije Kovać en Josip Bocek.
1961: Ljiljana Petrović · 
1962: Lola Novaković · 
1963: Vice Vukov · 
1964: Sabahudin Kurt · 
1965: Vice Vukov · 
1966: Berta Ambrož · 
1967: Lado Leskovar · 
1968: Luciano Kapurso & Hamo Hajdarhodžić · 
1969: Ivan & 3M · 
1970: Eva Sršen · 
1971: Krunoslav Slabinac · 
1972: Tereza · 
1973: Zdravko Čolić · 
1974: Korni · 
1975: Pepel in Kri · 
1976: Ambasadori · 
1981: Seid Memić-Vajta · 
1982: Aska · 
1983: Danijel Popović · 
1984: Vlado & Izolda · 
1986: Doris Dragović · 
1987: Novi Fosili · 
1988: Srebrna Krila · 
1989: Riva · 
1990: Tajči · 
1991: Bebi Dol · 
1992: Extra Nena